# 石川総尭
石川 総尭（いしかわ ふさたか）は、伊勢亀山藩の第2代藩主。伊勢亀山藩石川家7代。

## 生涯
延享元年（1744年）7月16日、初代藩主・石川総慶の次男として江戸で生まれる。初名は総矩（ふさのり）であったが、宝暦5年（1755年）に総尭と改名した。宝暦9年（1759年）に嫡子だった兄の総英が早世したため、11月に世子に指名される。宝暦10年（1760年）7月に従五位下、左近将監に叙位・任官された。
明和元年（1764年）6月30日に父が死去したため、8月23日に家督を継ぎ、主殿頭に遷任する。しかし父の後を追うように11月14日に江戸で死去した。享年21。
跡を兄・総英の長男で養子の総純が継いだ。

## 系譜
父母
- 石川総慶（父）
- まん（吉田氏） - 側室（母）

養子
- 石川総純 - 石川総英の長男